# Dendroaspis viridis
Dendroaspis viridis, còn gọi là Rắn mamba lục miền Tây, là một loài rắn trong họ Rắn hổ. Loài này được Hallowell mô tả khoa học đầu tiên năm 1844.

## Hình ảnh

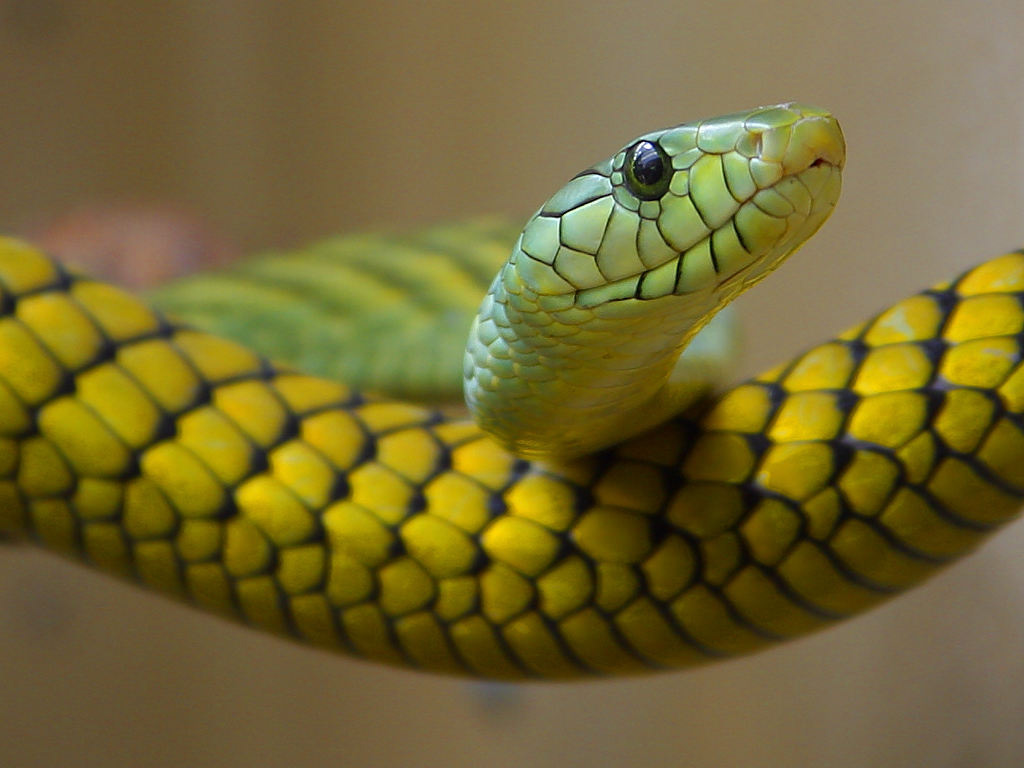
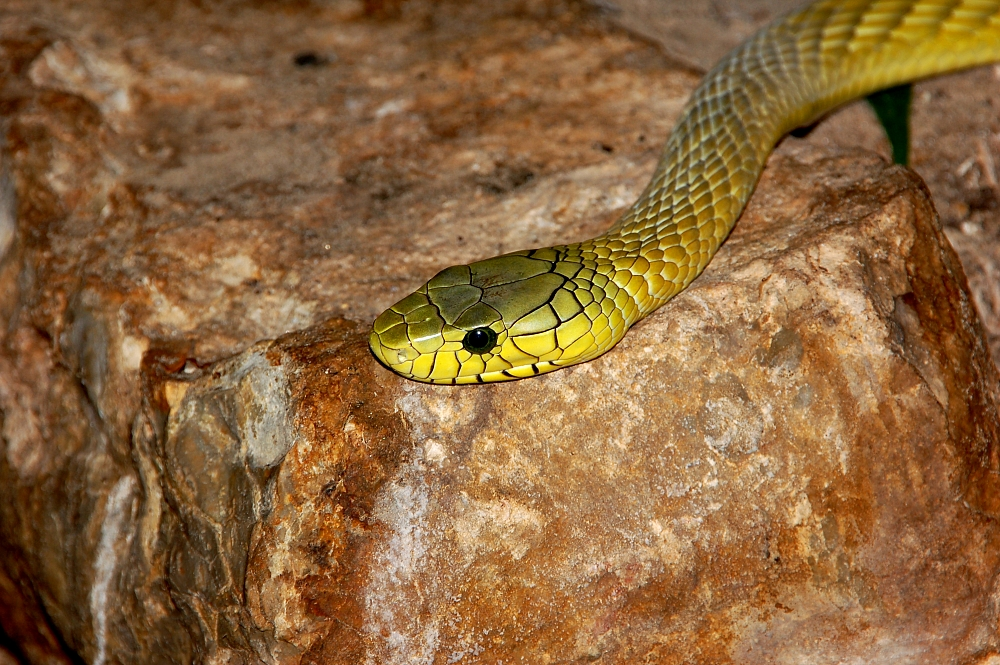
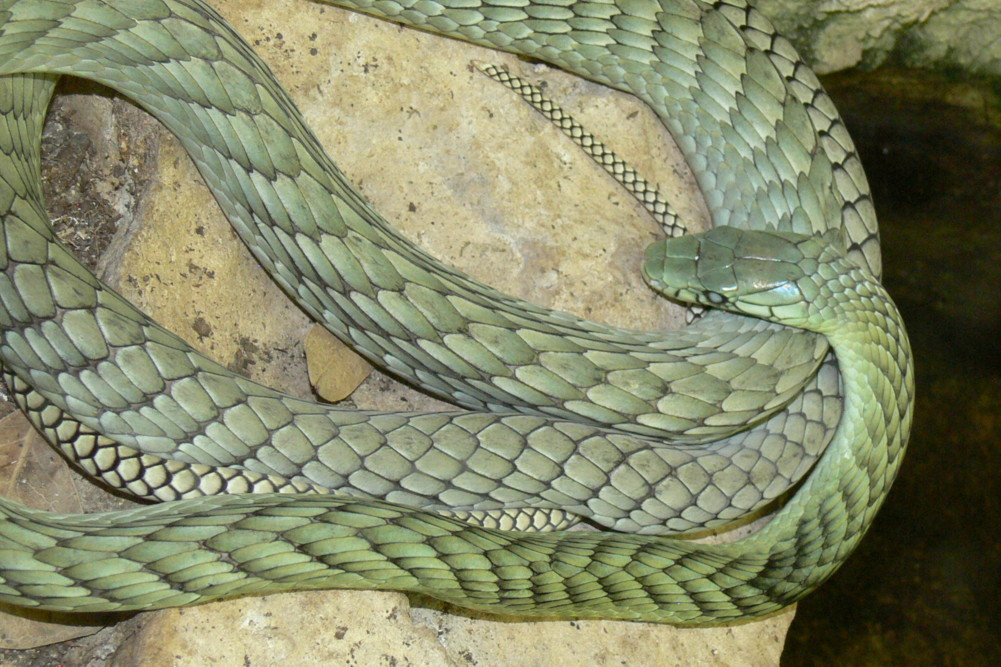
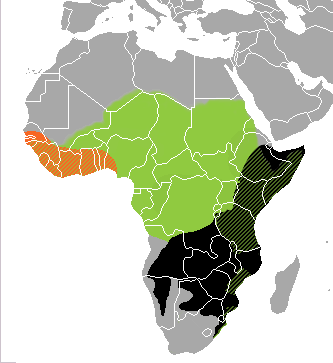